# Aspidosperma nitidum
Aspidosperma nitidum é uma espécie do gênero Aspidosperma.  

## Taxonomia
A espécie foi descrita em 1860 por Johannes Müller Argoviensis. 